# Murat Chratjov
Murat Petrovitj Chratjov (ryska: Мурат Петрович Храчёв), född 25 juli 1983 i Tjerkessk i nuvarande delrepubliken Karatjajen-Tjerkessien, Ryssland, är en rysk boxare som tog OS-brons i lättviktsboxning 2004 i Aten. 2005 vann han tillsammans med det ryska landslaget världscupen i boxning. 